# UL94
UL94 é um padrão imposto pelo laboratório americano de controlo de qualidade Underwriters Laboratories (UL) que examina a inflamabilidade e o comportamento perante o fogo dos materiais plásticos.
A designação oficial destes testes é: Tests for Flammability of Plastic Materials for Parts in Devices and Applications.

Do mais pequeno (menos retardador de chamas) ao maior (mais retardador de chamas):
HB (Queima Horizontal): queima lenta numa amostra horizontal; taxa de queima < 76 mm/min para espessura < 3 mm ou a queima para antes dos 100 mm. (A taxa de queima é inferior a 3'/min ou deixa de queimar antes da marca dos 5”. Os materiais classificados como HB são considerados "auto-extinguíveis".)[3]
V-2 (Queima Vertical): a queima cessa em 30 segundos numa amostra vertical; gotejamentos de partículas em chamas são permitidos.
V-1 (Queima Vertical): a queima cessa em 30 segundos numa amostra vertical; os gotejamentos de partículas são permitidos desde que não estejam inflamados.
V-0 (Queima Vertical): a queima cessa em 10 segundos numa amostra vertical; os gotejamentos de partículas são permitidos desde que não estejam inflamados.
5VB (Queima de superfície): a queima cessa em 60 segundos numa amostra vertical; não são permitidos gotejamentos; os espécimes de placa podem apresentar uma queimadura (um orifício).
5VA (Queima de superfície): a queima cessa em 60 segundos numa amostra vertical; não são permitidos gotejamentos; os espécimes de placa não podem apresentar queimadura (nenhum furo).